# Nokia 2690
Nokia 2690 — стільниковий телефон фірми Nokia, випущений у березні 2010 року. Він працює в чотирьох діапазонах GSM на частотах 850, 900, 1800 і 1900 МГц з автоматичним перемиканням між частотами.

## Характеристики
Розмір телефону 107,5 х 45,5×13,8 мм, а вага 80,7 г. Це бюджетний мобільний телефон, який має стерео FM-радіо, Bluetooth 2.0, слот для карти пам'яті microSD і камеру VGA. Він доступний у п'яти кольорах: білому, графітовому, сріблястому, рожевому та блакитному. Під екраном розташовані чотири клавіші для керування меню телефону: клавіша виклику та відхилення виклику та дві контекстні клавіші. Середня навігаційна клавіша оточена тонкою металевою смугою. На лівій грані телефону є порт microUSB і слот microSD для карт пам'яті. Аудіороз'єм 3,5 мм і роз'єм для зарядки розташовані на верхній частині телефону. 

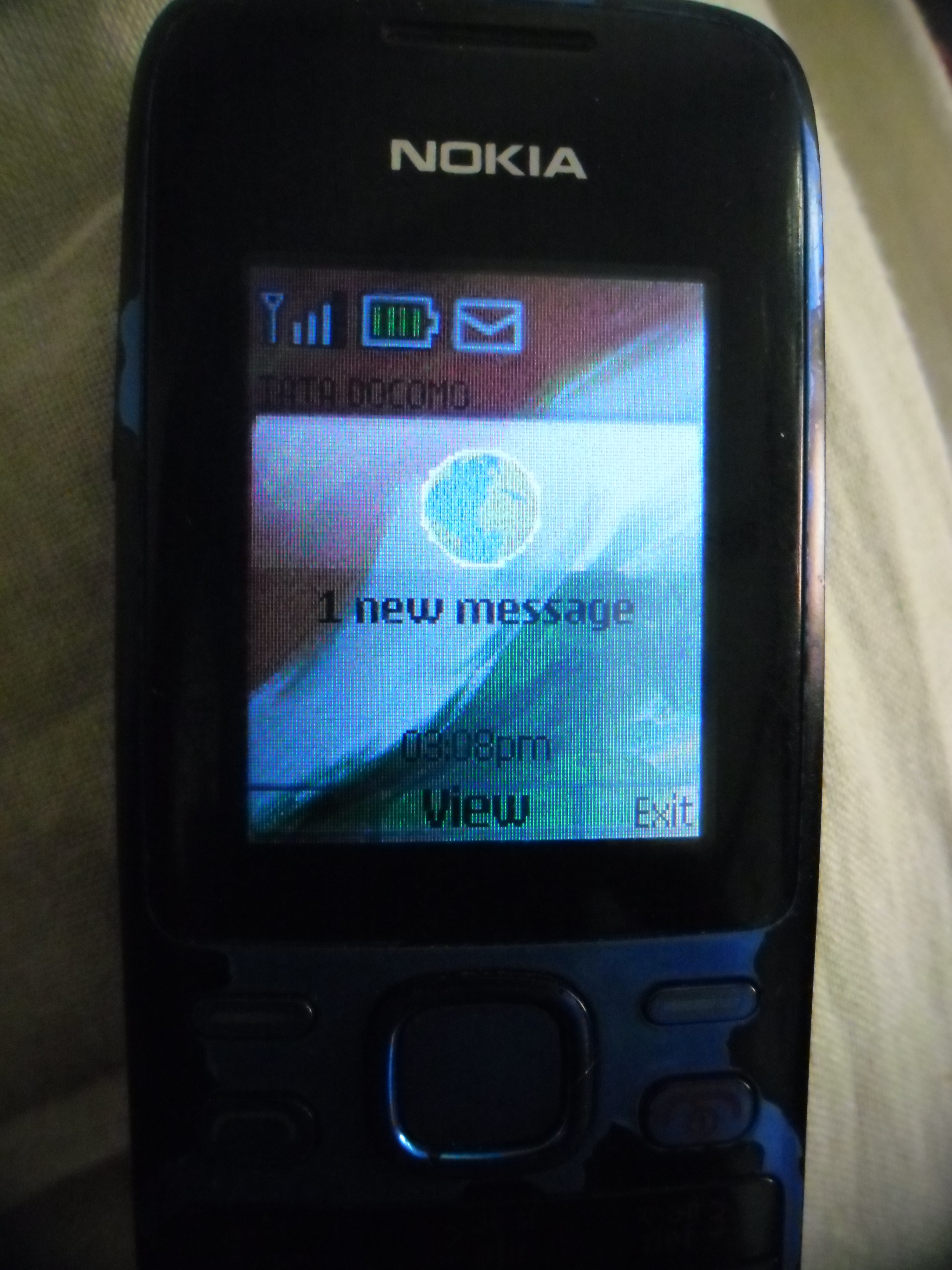
Телефон із включеним дисплеєм.

Телефон має 1,8-дюймовий TFT-екран. Він підтримує до 262 тисяч кольорів і має роздільну здатність 128 x 160 пікселів.
Клієнтом електронної пошти є Ovi Mail з метою допомоги людям у країнах, що розвиваються. Вбудований поштовий клієнт підтримує протоколи POP3, SMTP та IMAP4.
Веб-браузер підтримує WAP 2.0, HTML і xHTML. Він має внутрішню пам'ять 32 МБ, з яких 25 МБ можна використовувати. Пам'ять можна розширити до 8 ГБ за допомогою карти microSD.
Операційна система Series 40 5th Edition UI забезпечує потокове відео, рендеринг зображень, 3D мобільну графіку та масштабовану 2D векторну графіку. Він має деякі попередньо встановлені Java-ігри — Block'd, Club Painball, Miki's World, Sudoku і Snake III. 
Телефон використовує літій-іонний акумулятор BL-4C ємністю 860 мАг. Заявлений термін служби 336 годин у режимі очікування та близько чотирьох 4 годин і 30 хвилин у режимі розмови.